# Metalobosia postrubida
Metalobosia postrubida là một loài bướm đêm thuộc phân họ Arctiinae, họ Erebidae.